# Bergdrongovliegenvanger
De bergdrongovliegenvanger (Melaenornis fischeri; synoniem: Dioptrornis fischeri) is een zangvogel uit de familie Muscicapidae (vliegenvangers).

## Verspreiding en leefgebied
Deze soort telt 4 ondersoorten:
- M. f. toruensis: oostelijk Congo-Kinshasa, Oeganda, Rwanda en Burundi.
- M. f. semicinctus: noordoostelijk Congo-Kinshasa.
- M. f. nyikensis: zuidoostelijk Congo-Kinshasa, oostelijk en zuidelijk Tanzania en noordelijk Malawi.
- M. f. fischeri: zuidoostelijk Soedan, Oeganda, Kenia en noordelijk Tanzania.